# Страње при Великем Габру
Страње при Великем Габру (словен. Stranje pri Velikem Gabru) је насељено место у општини Требње, регија Југоисточна Словенија, Словенија.

## Историја
До територијалне реорганизације у Словенији биле су у саставу старе општине Требње.

## Становништво
У попису становништва из 2011. године, Страње при Великем Габру су имале 45 становника.
| Број становника према пописима | Број становника према пописима | Број становника према пописима |
| ------------------------------ | ------------------------------ | ------------------------------ |
| 1991                           | 2002                           | 2011                           |
| 43                             | 42                             | 45                             |

Напомена: До 1953. исказивано под именом Страње.